# Пастроне, Джованни
Джованни Пастроне (итал. Giovanni Pastrone; 13 сентября 1883, Монтекьяро-д’Асти — 27 июня 1959, Турин) — итальянский режиссёр, кинорежиссёр, актёр, сценарист, продюсер.
Известность достиг в эпоху немого кино. Он считается пионером «седьмого искусства», так как достиг международной известности благодаря созданию в 1911 году фильма «Падение Трои», а в 1914 - «Кабирия», который вошёл в историю, как самый известный немой итальянский художественный фильм.

## Биография
Пастроне родился в Монтекьяро-д’Асти в Пьемонте, где учился играть на скрипке и бухгалтерскому учёту. В 1905 г. он начал свою кинематографическую карьеру, работая помощником по административной части в компании «Carlo Rossi & Company» в Турине.
За два года Пастроне вырос до исполнительного директора, и когда «Carlo Rossi & Company» в 1908 г. стала компанией «Itala Film», он стал её совладельцем. В течение эпохи немого кино он внёс большой вклад в развитие кинематографа, впоследствии оказал влияние на более поздних режиссёров, таких, как Дэвид Гриффит.
В 1914 году Пастроне снял фильм «Кабирия». Готовясь к съёмкам фильма, Джованни Пастроне 5 августа 1912 года запатентовал в Италии тележку, «тревеллинг» (итал. carello). Одновременно с применением тележки Джованни Пастроне впервые ввел несколько технических приемов: прямолинейное или зигзагообразное движение, перемещение параллельно декорациям, приближение и удаление кинокамеры.
По мнению Ежи Тёплица сценарий написал Джованни Пастроне, подписавшись псевдонимом Пьеро Фоско. Габриэле Д’Аннунцио же лишь поставил своё имя в титрах

Все технические нововведения «Кабирии» и других итальянских исторических фильмов можно свести к одному важнейшему художественному открытию, а именно к созданию в кинокадре пространства, глубинной перспективы, позволяющей показывать действие в нескольких планах.— Ежи Тёплиц 
После «Кабирии», до того как «Itala Film» была поглощена другой компанией, Пастроне снял ещё восемь фильмов. В 1923 г. Джованни Пастроне ушёл из киноиндустрии и стал медицинским исследователем.

## Фильмография

### Режиссёр
- 1908 — Клей / La glu
- 1908 — Джордано Бруно - герой Вальми / Giordano Bruno eroe di Valmy
- 1909 — Юлий Цезарь / Giulio Cesare
- 1910 — Падение Трои / La caduta di Troia
- 1913 — Больше силы со стороны Шерлока Холмса / Più forte che Sherlock Holmes
- 1914 — Кабирия / Cabiria
- 1916 — Опасная реальность / Tigre reale
- 1916 — Огонь / Il fuoco (la favilla — la vampa — la cenere)
- 1916 — Воин
- 1917 — Война и сон Моми / La guerra ed il sogno di Momi
- 1917 — Мацист-атлет / Maciste atleta
- 1919 — Гедда Габлер / Hedda Gabler
- 1923 — Бедная девушка / Povere bimbe

### Актёр
- 1909 — Юлий Цезарь  / Julius Caesar